# 斯坦·罗利
斯坦·罗利（英語：Stan Rowley，1876年9月11日—1924年4月1日），澳大利亚男子田径运动员，主攻短跑。他曾代表澳大利亚参加1900年夏季奥林匹克运动会田径比赛，获得一枚金牌和三枚铜牌。